# Ingareds församling
Ingareds församling var en församling  i Skara stift i nuvarande Ulricehamns kommun. Församlingen uppgick efter 1546 i Kölingareds församling.
En kyrka har funnits i Ingared fram till 1546. Den gamla kyrkplatsen är iordningställd och man har rest ett kors och en minnessten där.

## Administrativ historik
Församlingen har medeltida ursprung och uppgick efter 1546 i Kölingareds församling, efter att före dess ingått i Böne pastorat.